# Michael Horton (Schauspieler)
Michael Horton (* 5. September 1952 in London) ist ein US-amerikanischer Schauspieler.

## Leben
Horton wurde vor allem durch die Rolle des Neffen von Angela Lansbury in der Krimiserie Mord ist ihr Hobby bekannt. Nach dem Aus der Serie gehörte er zur Besetzung der Star-Trek-Filme Der erste Kontakt und Der Aufstand. Daneben spielte er vor allem Gastrollen in diversen Serien. In den frühen 2000er-Jahren zog er sich aus dem Schauspielgeschäft zurück.
Heute ist er Mitbetreiber eines Podcasts. Außerdem gründete er eine Website für Final-Cut-Pro-Benutzer. Der Schauspieler ist mit Debbie Zipp, seiner Serienpartnerin aus Mord ist ihr Hobby, verheiratet. Die beiden haben zwei Kinder.

## Filmografie (Auswahl)
Film
- 1970: 220 Blues (Kurzfilm)
- 1983: Verflucht sei, was stark macht (The Lords of Discipline)
- 1987: Wie der Vater, so der Sohn (Like Father Like Son)
- 1990: Der mit dem Wolf tanzt (Dances with Wolves, Horton nur in der Extended Version zu sehen)
- 1996: Star Trek: Der erste Kontakt (Star Trek: First Contact)
- 1998: Star Trek: Der Aufstand (Star Trek: Insurrection)

Serien
- 1978: Columbo: Waffen des Bösen (The Conspirators, Fernsehreihe)
- 1978: Barnaby Jones (Folge 6x20)
- 1984: Hart aber herzlich (Hart to Hart, Fernsehserie, Folge: „Die Bretter, die den Tod bedeuten“)
- 1984–1995: Mord ist ihr Hobby (Murder, She Wrote, 12 Folgen)
- 1984–1985: Transformers (10 Folgen – als Sprecher von Chip Chase)
- 1987: 21 Jump Street – Tatort Klassenzimmer (21 Jump Street, Fernsehserie, 1 Folge)
- 1991–1993: Die Legende von Prinz Eisenherz (The Legend of Prince Valiant, 65 Folgen – als Sprecher von Arn)
- 2002: Für alle Fälle Amy (Judging Amy, Folge A Pretty Good Day)